# Markus Schefer
Markus Schefer (* 4. Februar 1965) ist ein Schweizer Rechtswissenschaftler, mit Schwerpunkten in den Rechtsgebieten Grundrechte, internationaler Menschenrechtsschutz und Verfassungsvergleichung.

## Leben
Markus Schefer ist aufgewachsen in Teufen/AR. Er studierte von 1985 bis 1990 Rechtswissenschaft an der Universität Bern und war ab 1989 als Assistent/Oberassistent am Institut für öffentliches Recht der Universität Bern bei Jörg Paul Müller tätig. In den Jahren 1992/1993 studierte er an der University of California at Berkeley Law School (Boalt Hall) und am Georgetown University Law Center, Washington, D.C. und schloss mit dem Master of Laws (LL.M.) ab. Zurück in Bern promovierte er 1995 zum Dr. iur.
Im Jahr 2001 habilitierte er an der Universität Bern mit der venia docendi für öffentliches Recht, vergleichendes Verfassungsrecht und juristische Methodenlehre. Seit dem Wintersemester 2001/2002 ist er Ordinarius für Staats- und Verwaltungsrecht an der Universität Basel.

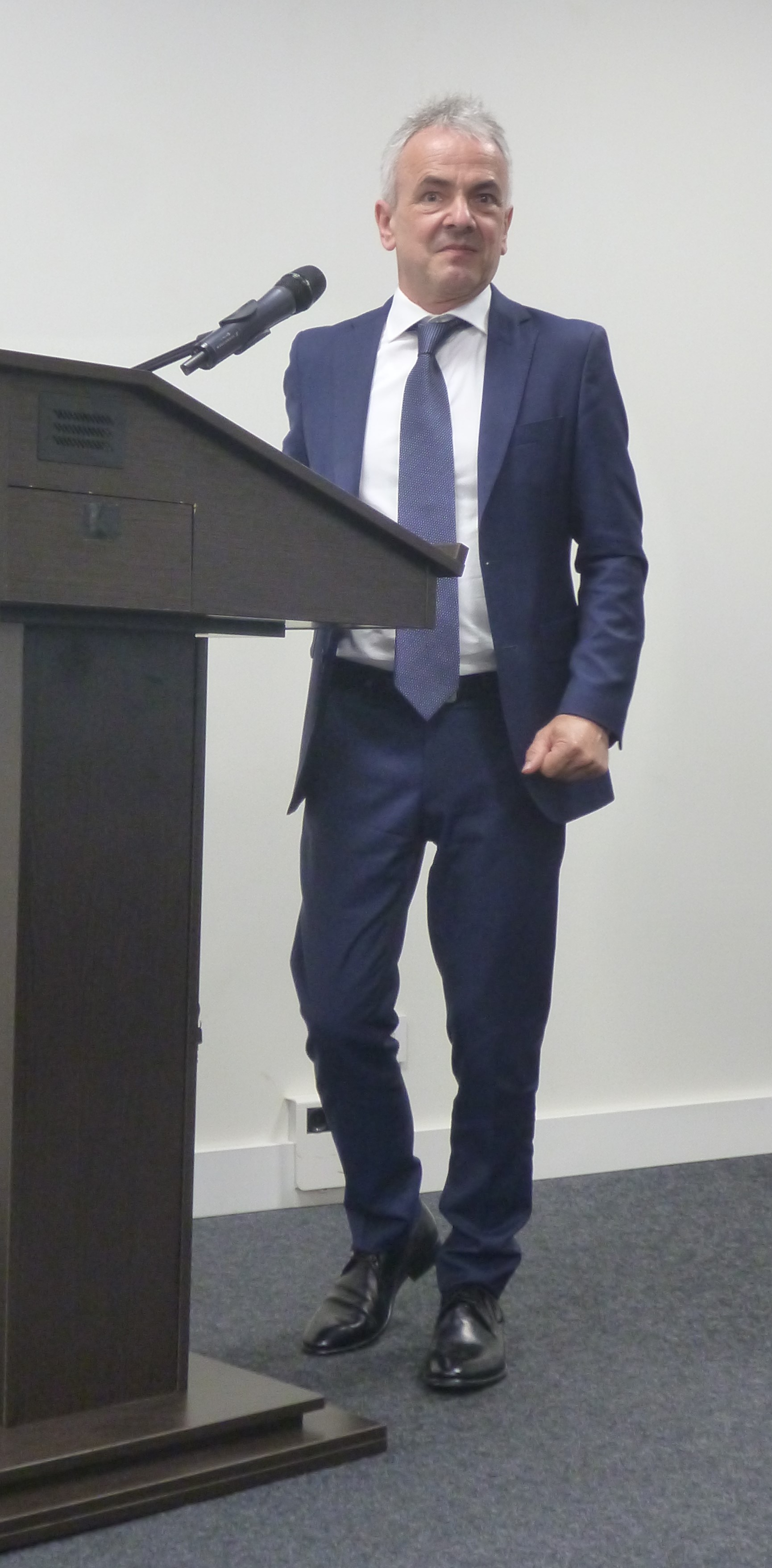

Seit Oktober 2005 ist er Staatsrechts-Redakteur des Periodikums Jusletter. In den letzten Jahren hat sich Schefer schwergewichtig mit der kompletten Überarbeitung des Standardwerks Grundrechte in der Schweiz von Jörg Paul Müller befasst.
Seit 2019 ist er Mitglied des UN-Ausschusses für die Rechte von Menschen mit Behinderungen.
Markus Schefer ist verheiratet und Vater zweier Töchter.

## Werke
- zus. mit René Rhinow u. Peter Uebersax Schweizerisches Verfassungsrecht. 3., erw. u. aktualisierte Aufl., Helbing Lichtenhahn, Basel 2016, ISBN 978-3-7190-3366-8
- zus. mit Jörg Paul Müller, Grundrechte in der Schweiz. Im Rahmen der Bundesverfassung, der EMRK und der UNO-Pakte, 4. Aufl., Bern, Stämpfli Verlag, Bern 2008, ISBN 978-3-7272-9792-2
- Die Beeinträchtigung von Grundrechten. Zur Dogmatik von Art. 36 BV. Stämpfli, Bern 2006, ISBN 978-3-7272-9123-4
- Hrsg. zus. mit Anne Peters: Grundprobleme der Auslegung aus Sicht des öffentlichen Rechts. (Symposium zum 60. Geburtstag von René Rhinow). Stämpfli, Bern 2004
- Die Kerngehalte von Grundrechten. Geltung, Dogmatik und inhaltliche Ausgestaltung. Stämpfli, Bern 2001, ISBN 3-7272-9661-5
- zus. mit Jörg Paul Müller: Staatsrechtliche Rechtsprechung des Bundesgerichts 1992–1996. Stämpfli, Bern 1998, ISBN 3-7272-9460-4
- Konkretisierung von Grundrechten durch den U.S.-Supreme Court. Zur sprachlichen, historischen und demokratischen Argumentation im Verfassungsrecht. Duncker & Humblot, Berlin 1997, ISBN 3-428-08727-5